# ورنیاب
ورنیاب روستایی است که در استان اردبیل، شهرستان سرعین، بخش مرکزی، دهستان آب‌گرم قرار دارد.
روستای توریستی ورنیاب در نزدیکی شهرستان سرعین قرار دارد.

## جمعیت
بر اساس سرشماری سال ۱۳۸۵ جمعیت این روستا ۲۱۵ نفر با ۴۷ خانوار بوده‌است.